# Iglesia de San Bartolomé (Agullent)

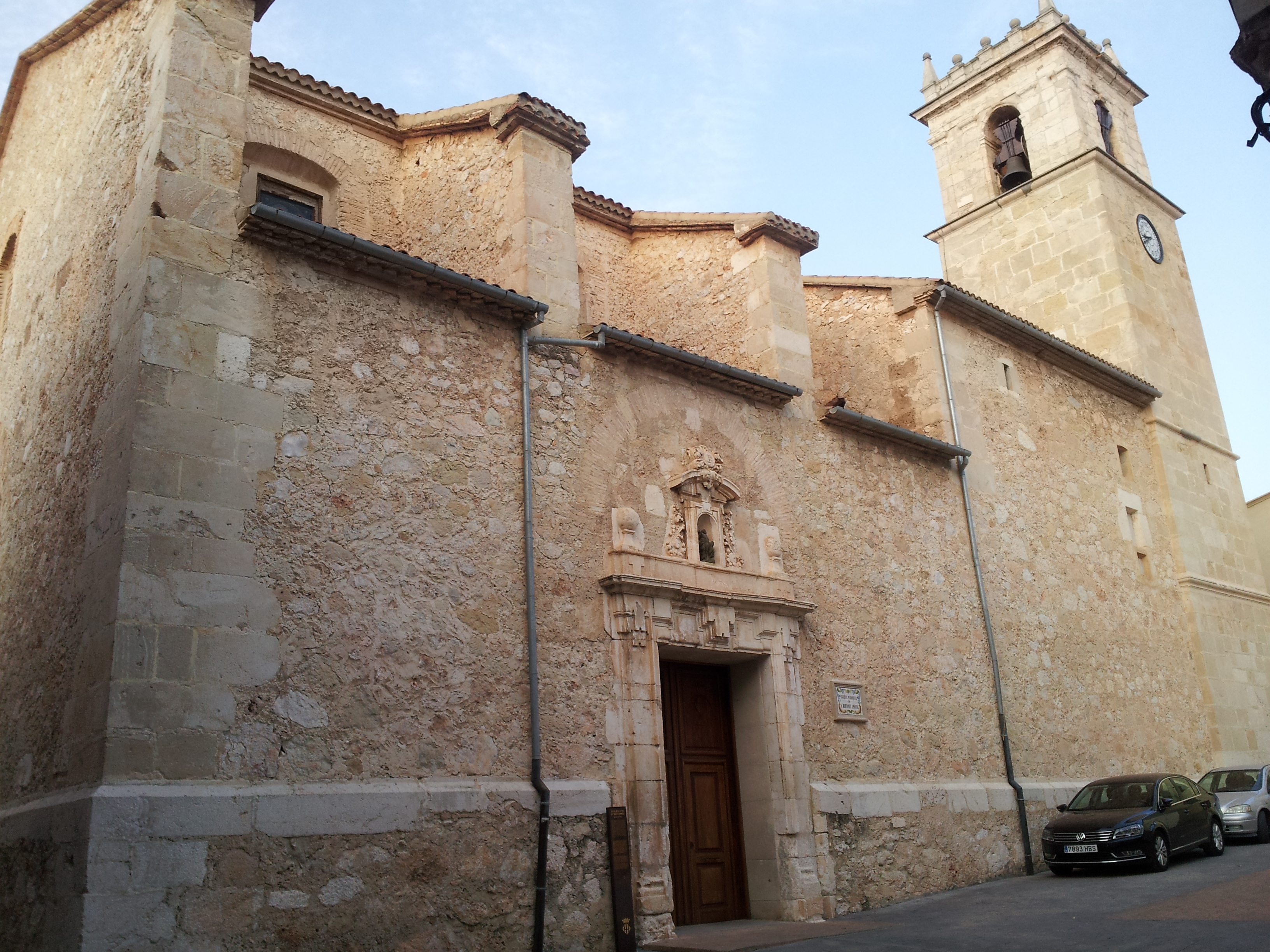
Imagen de la iglesia de San Bartolomé de Agullent.

La Iglesia parroquial de San Bartolomé es una iglesia situada en la calle de la Iglesia, en el municipio de Agullent. Es Bien de Relevancia Local con identificador número 46.24.004-003.

## Historia
Fue erigida como parroquia en el siglo XV.

## Descripción
Su exterior es discreto y sobrio. El templo se construyó en los siglos XIV y XV. Su interior, inicialmente de estilo renacentista, fue redecorado en barroco valenciano en los siglos XVII y XVIII.
Alberga un retablo atribuido a la escuela de Juan de Juanes.